# Le Titre
Le Titre (picardisch: Él Tite) ist eine nordfranzösische Gemeinde mit 339 Einwohnern (Stand 1. Januar 2022) im Département Somme in der Region Hauts-de-France. Die Gemeinde liegt im Arrondissement Abbeville und ist Teil der Communauté de communes Ponthieu-Marquenterre und des Kantons Abbeville-1.

## Geographie
Die Gemeinde liegt an der früheren Route nationale 1 rund 2,5 Kilometer südöstlich von Nouvion und neun Kilometer nordnordwestlich von Abbeville. Das Gemeindegebiet gehört zum Regionalen Naturpark Baie de Somme Picardie Maritime.

## Geschichte
Im Ort wurden Feuersteinwerkzeuge und römische Töpferware gefunden. In der Flur La Garenne stand ein Feudalschloss aus dem 10. Jahrhundert, dessen Reste 1899 ausgegraben wurden.

## Einwohner
| 1962 | 1968 | 1975 | 1982 | 1990 | 1999 | 2006 | 2011 |
| ---- | ---- | ---- | ---- | ---- | ---- | ---- | ---- |
| 286  | 288  | 319  | 324  | 308  | 289  | 361  | 384  |

## Verwaltung
Bürgermeister (maire) ist seit 2001 Pierre Delcourt.

## Sehenswürdigkeiten
- Kirche Saint-Jean-Baptiste[1]
- Schloss von Titre aus dem 18. Jahrhundert
- Schloss La Garenne aus dem 19. Jahrhundert
- Lourdesgrotte